# Prieuré de Landugen
Le prieuré de Landugen est situé sur la commune de Duault en France.

## Localisation
Le prieuré est situé sur la commune de Duault  dans le département des Côtes-d'Armor, dans la région Bretagne.

## Historique
Le prieuré est inscrit partiellement au titre des monuments historiques par arrêté du 17 décembre 1926.

## Galerie

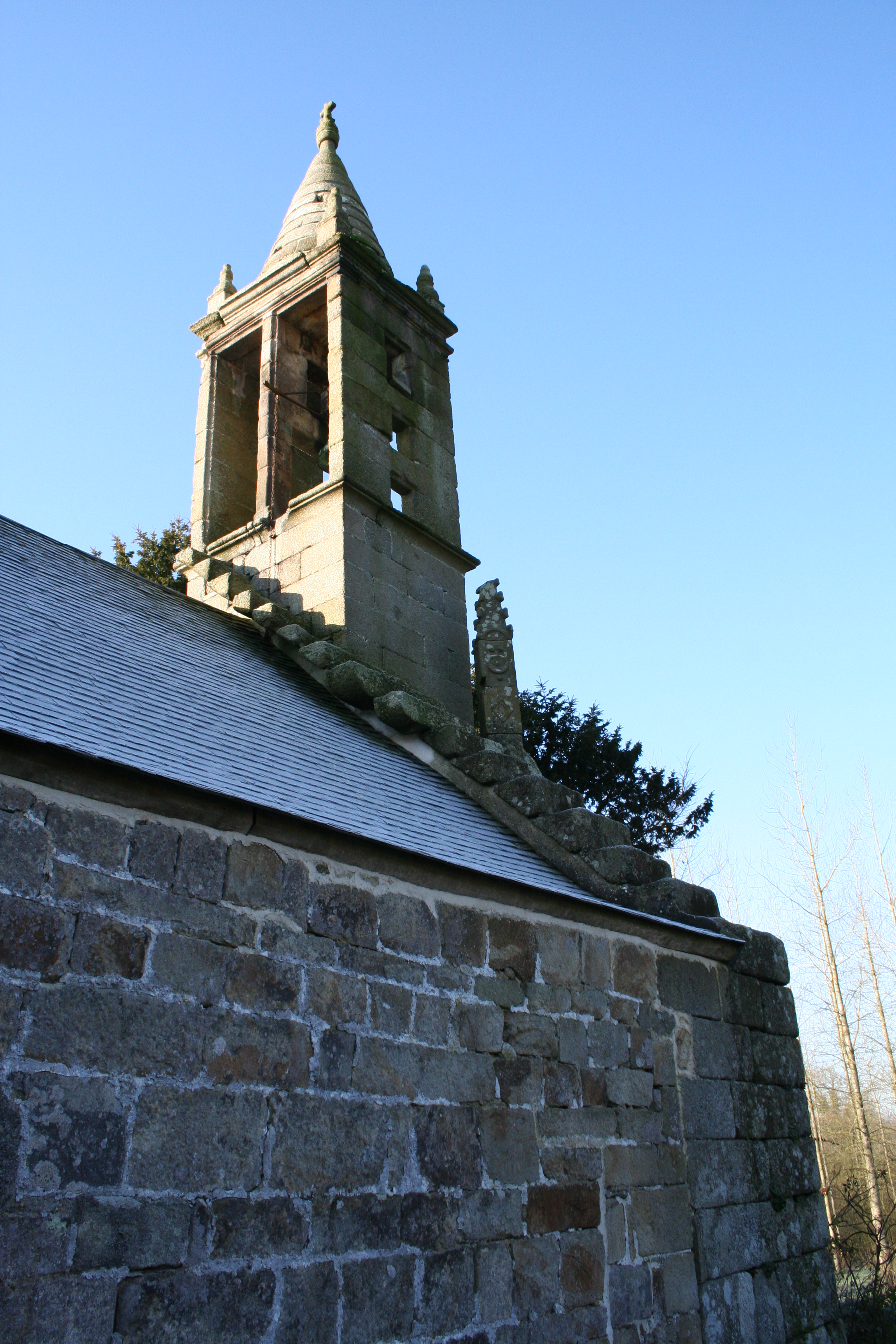
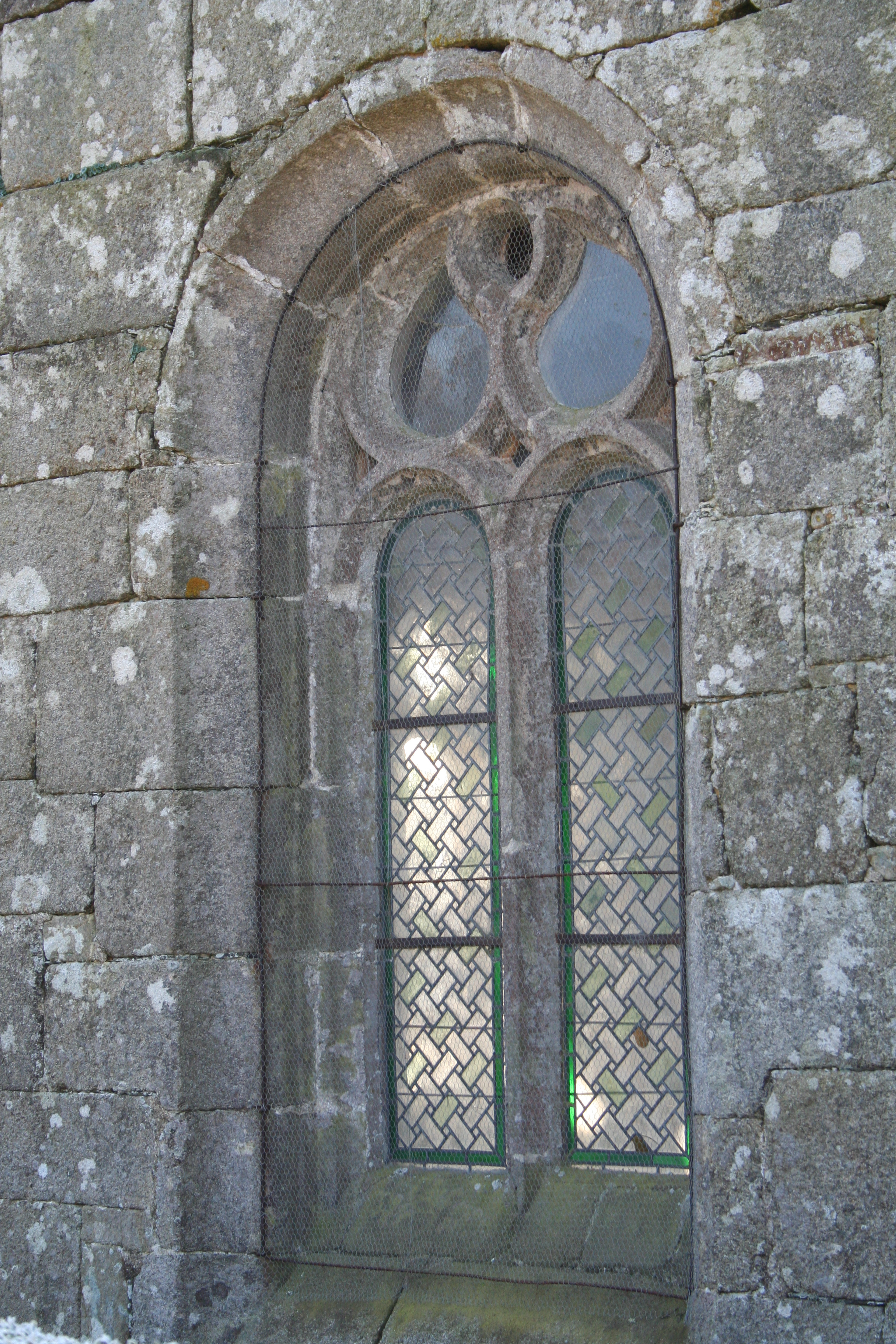
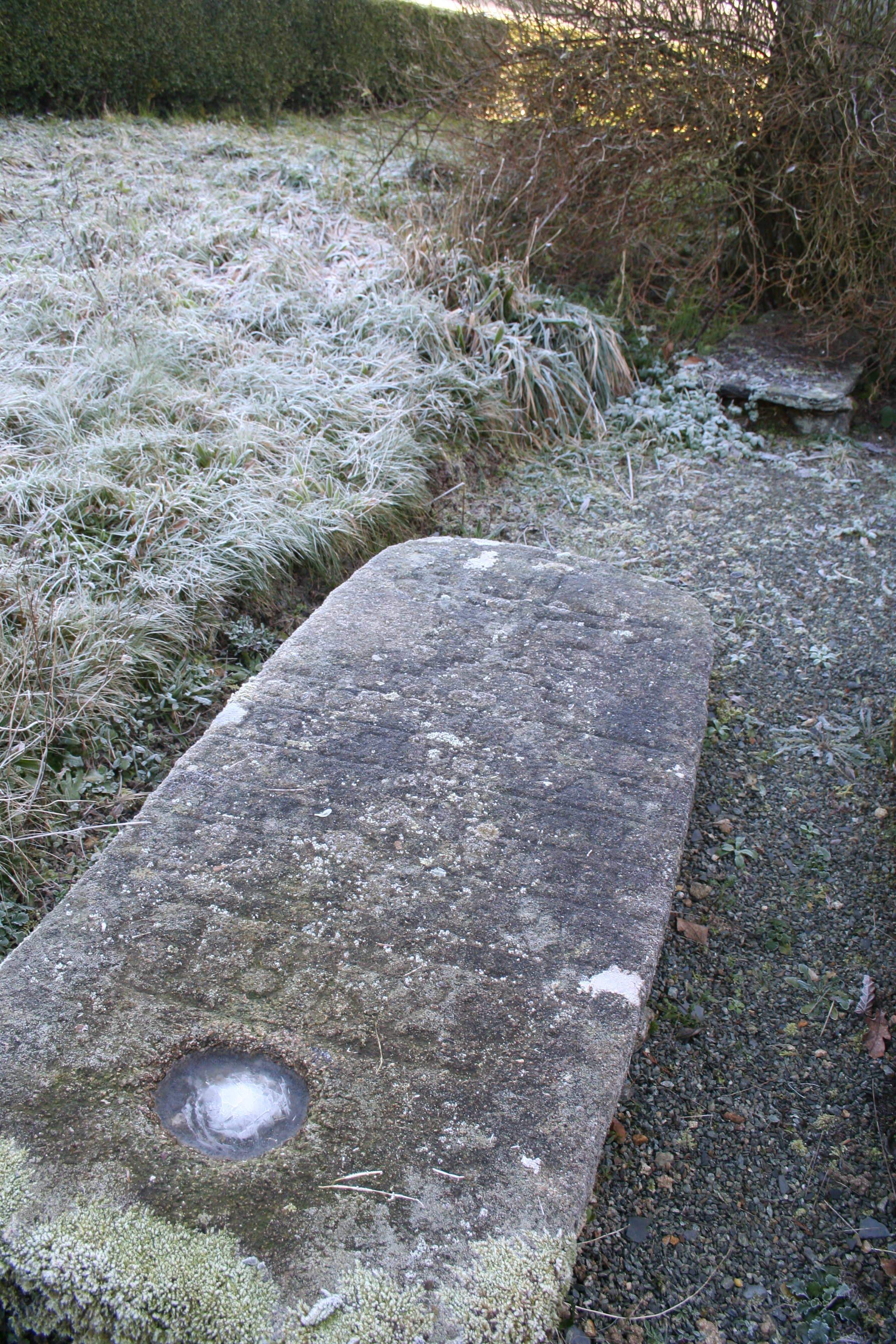